# Tour de Ebrí

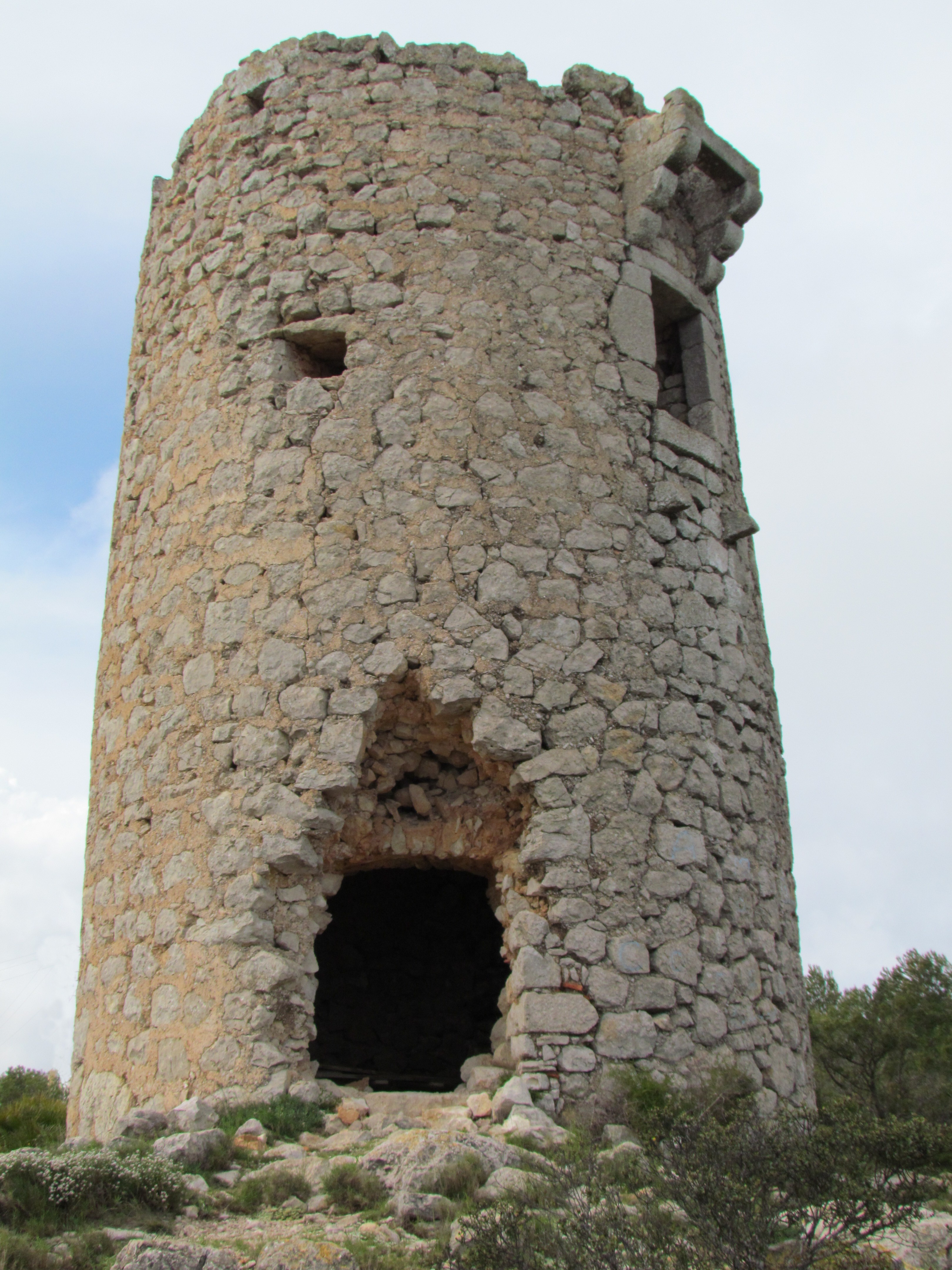
Tour de Ebrí

La Tour de Ebrí ou Tour de la Serra Alta (comme elle a été appelée du XVIe siècle jusqu'au XIXe siècle), sur la montagne d'Irta, dans le territoire de la commune d'Alcalà de Xivert (Baix Maestrat, Communauté valencienne), est une tour de guet située à 499 mètres au-dessus du niveau de la mer, et qui faisait partie du système d'alerte et de surveillance du château de Xivert.
Depuis son sommet, on peut voir Peñíscola, Alcalà de Xivert, Torrenostra, la montagne du Désert de las Palmas et naturellement tout le paysage d'Alcoceber.

## Histoire
Les origines de la Tour semblent remonter au XVIe siècle quand les incursions barbaresques ont entraîné la construction de ces défenses afin de pouvoir alerter les populations du littoral méditerranéen qui devaient faire face aux attaques qui touchaient les habitants de la côte sous forme de pillages et de prisonniers pour lesquels il était demandé par la suite des rançons élevées.
Le patronyme Ebrí est attesté à Alcalà de Xivert à partir de 1431, et c'est à cette famille, selon Sanz Bremond, qu'appartenaient les terrains du « barranco de Ebrí », ainsi que la tour de Ebrí.
La tour est mentionnée dans les Ordinacions sur la protection et la garde du littoral valencien du second Duc de Maqueda, en 1554, et de Vespasien Gonzague, en 1575.

## Architecture
La tour a un plan circulaire de 5,5 mètres de diamètre à la base et de 5,05 mètres de diamètre dans la partie la plus haute, présentant un profil légèrement tronconique. Elle s'élève à 8,5 mètres de hauteur. À l'intérieur, actuellement vide, on observe les restes de deux étages, un inférieur, sans fonction clairement établie, et un supérieur auquel on accédait au moyen d'échelles, par une porte avec un linteau protégé par un mâchicoulis. Cet étage servait d'habitation aux gardiens, et était couvert par une voûte en maçonnerie avec une ouverture pour accéder à la partie supérieure.

## Galerie

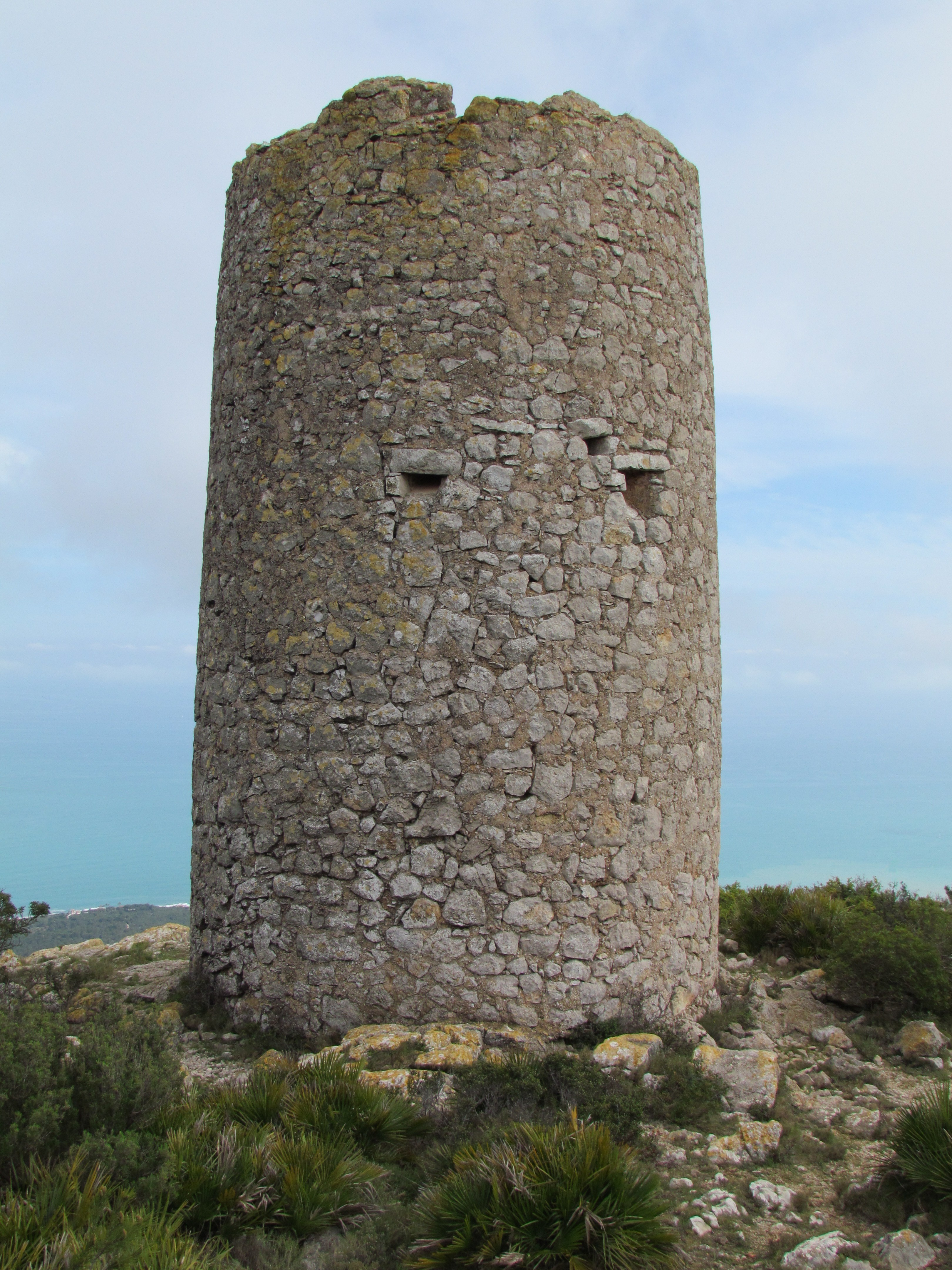
Tour vue du NO
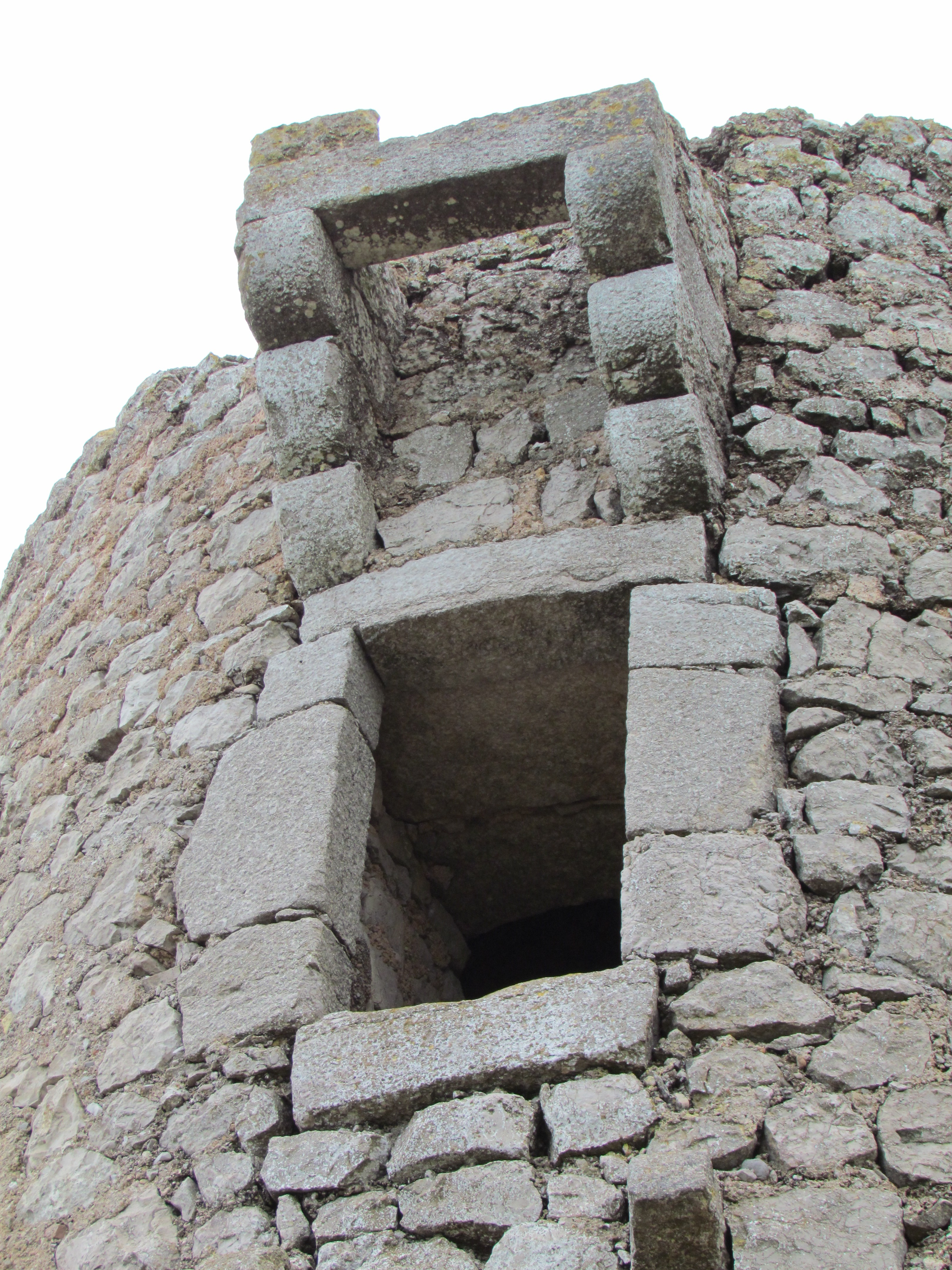
Mâchicoulis et porte d'accès
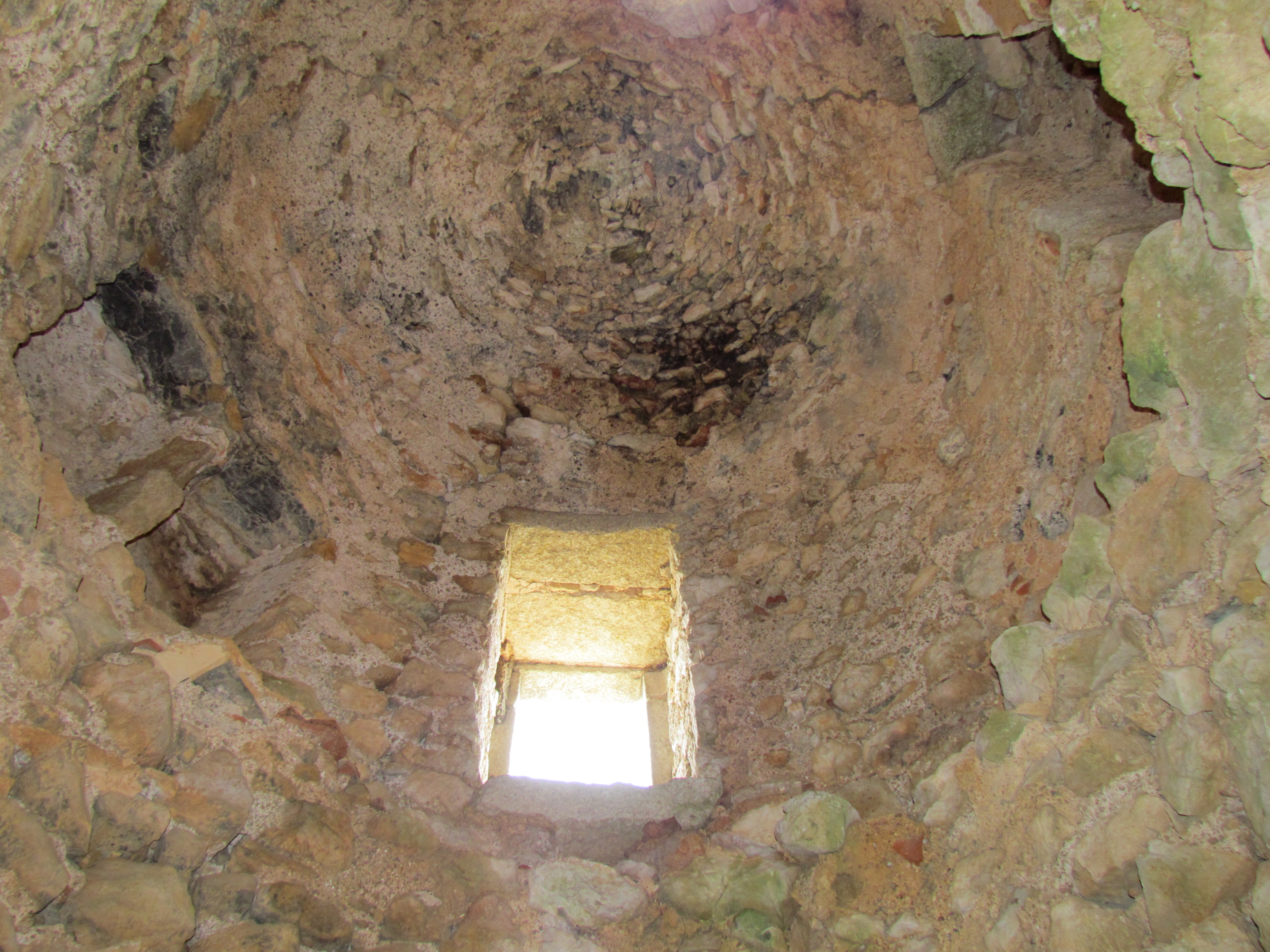
Intérieur

### Source
- (ca) Cet article est partiellement ou en totalité issu de l’article de Wikipédia en catalan intitulé « Torre Ebrí » (voir la liste des auteurs).